# Тевмесская лисица
Тевмесская лисица (др.-греч. ἀλώπηξ Τευμησσοῦ) — персонаж древнегреческой мифологии. Чудовищная лисица, нападавшая на жителей Беотии. Выросла на погибель фиванцев по гневу Диониса. Было предопределено судьбой, что никто не сможет её настигнуть. Каждый месяц фиванцы отдавали одного из юношей лисице на съедение. Кефал по просьбе Амфитриона выпустил против лисицы собаку, от которой никто не мог убежать. Зевс превратил обеих в камень. Предположительно, история излагалась в поэме «Эпигоны».
По рационалистическому истолкованию, был человек по имени Лис, захвативший Тевмесский холм. Его убил Кефал.